# Oberliga Westfalen
De Oberliga Westfalen is een amateurdivisie in het Duitse voetbal voor clubs uit het oostelijke gedeelte van de deelstaat Noordrijn-Westfalen.
Deze competitie bestaat weer sinds het seizoen 2012-2013 en is ontstaan na het opheffen van de NRW-Liga. Samen met nog 13 andere Oberliga's vormt deze divisie het 5e niveau in de Duitse voetbalpyramide.
De competitie werd in 1978 opgericht als derde klasse onder de 2. Bundesliga. Na de herinvoering van de Regionalliga in 1994 was de Oberliga nog maar het vierde niveau. 
In 2008, na de invoering van de 3. Liga werd de Oberliga Westfalen samengevoegd met de Oberliga Nordrhein tot de nieuwe NRW-Liga. Door de uitbreiding van de Regionalliga werd de NRW-Liga ontbonden in 2012 en werd de Oberliga Westfalen heringevoerd. De kampioen promoveert naar de Regionalliga West, degradatie is naar de Westfalenliga die uit 2 staffels bestaat.

## Kampioenen (1978 tot 2008)
| Seizoen   | Kampioen                   |
| --------- | -------------------------- |
| 1978/79   | SC Herford                 |
| 1979/80   | SpVgg Erkenschwick         |
| 1980/81   | 1. FC Paderborn            |
| 1981/82   | TuS Schloß Neuhaus         |
| 1982/83   | Eintracht Hamm-Heessen     |
| 1983/84   | FC Gütersloh               |
| 1984/85   | SC Eintracht Hamm          |
| 1985/86   | ASC Schöppingen            |
| 1986/87   | SpVgg Erkenschwick         |
| 1987/88   | Preußen Münster            |
| 1988/89   | Preußen Münster            |
| 1989/90   | Arminia Bielefeld          |
| 1990/91   | SC Verl                    |
| 1991/92   | Preußen Münster            |
| 1992/93   | Preußen Münster            |
| 1993/94   | TuS Paderborn-Neuhaus      |
| 1994/95   | FC Gütersloh               |
| 1995/96   | TuS Ahlen                  |
| 1996/97   | Sportfreunde Siegen        |
| 1997/98   | Borussia Dortmund Amateurs |
| 1998/99   | VfL Bochum Amateurs        |
| 1999/2000 | VfB Hüls                   |
| 2000/01   | SC Paderborn 07            |
| 2001/02   | Borussia Dortmund Amateurs |
| 2002/03   | FC Schalke 04 Amateurs     |
| 2003/04   | Arminia Bielefeld Amateurs |
| 2004/05   | SG Wattenscheid 09         |
| 2005/06   | Borussia Dortmund II       |
| 2006/07   | SC Verl                    |
| 2007/08   | Preußen Münster            |

## Kampioenen (vanaf 2012)
| Seizoen | Kampioen                               |
| ------- | -------------------------------------- |
| 2012/13 | SV Lippstadt 08                        |
| 2013/14 | Arminia Bielefeld II                   |
| 2014/15 | TuS Erndtebrück                        |
| 2015/16 | Sportfreunde Siegen                    |
| 2016/17 | TuS Erndtebrück                        |
| 2017/18 | SV Lippstadt 08                        |
| 2018/19 | FC Schalke 04 II                       |
| 2019/20 | SC Wiedenbrück 2000                    |
| 2020/21 | Geen competitie vanwege coronapandemie |
| 2021/22 | 1. FC Kaan-Marienborn                  |
| 2022/23 | FC Gütersloh                           |
| 2023/24 | Sportfreunde Lotte                     |
| 2024/25 | Sportfreunde Siegen                    |

Rot Weiss Ahlen ·
VfL Bochum II ·
TuS Bövinghausen ·
Victoria Clarholz ·
ASC 09 Dortmund ·
TuS Ennepetal 1911 ·
SpVgg Erkenschwick ·
SG Finnentrop/Bamenohl ·
 1. FC Gievenbeck ·
SV Lippstadt 08 ·
Preußen Münster II ·
FC Eintracht Rheine ·
Westfalia Rhynern ·
SV Schermbeck ·
Sportfreunde Siegen ·
SC Verl II ·
SpVgg Vreden ·
SG Wattenscheid 09 ·
Concordia Wiemelhausen